# Угдым
Угдым (устар. Угдым-Ю, Укдым) — река в России, течёт по территории Корткеросского района Республики Коми. Левый приток Вычегды. От истока течёт в основном на север, по лесистой, слегка заболоченной, малонаселённой местности. Незадолго до устья резко поворачивает на запад и несколько километров виляя течёт параллельно Вычегде. Устье реки находится в 527 км по левому берегу реки Вычегда, напротив деревни Аникиевка. Длина реки составляет 116 км, площадь водосборного бассейна 843 км².

## Притоки
- 10 км: Лёк-Вожъёль
- 48 км: Бадья
- 54 км: река без названия
- 77 км: Расъёль
- 90 км: Изъяёль
- 92 км: река без названия
- 96 км: Угдымвож

## Данные водного реестра
По данным государственного водного реестра России относится к Двинско-Печорскому бассейновому округу, водохозяйственный участок реки — Вычегда от истока до города Сыктывкар, речной подбассейн реки — Вычегда. Речной бассейн реки — Северная Двина.
Код объекта в государственном водном реестре — 03020200112103000017382.